# José Paniagua
José Luis Paniagua Sánchez (né le 20 août 1973 à San José de Ocoa en République dominicaine) est un ancien lanceur droitier de baseball.
Il évolue dans la Ligue majeure de baseball de 1996 à 2003. Lanceur partant à sa première saison il est par la suite lanceur de relève. Paniagua joue pour les Expos de Montréal en 1996 et 1997, les Mariners de Seattle de 1998 à 2001, les Tigers de Détroit en 2002, puis termine sa carrière par un match chez les White Sox de Chicago en 2003.
En 270 matchs dans le baseball majeur, dont 256 comme lanceur de relève, José Paniagua conserve une moyenne de points mérités de 4,49 avec 276 retraits sur des prises en 357 manches lancées. Il compte 18 victoires, 21 défaites et 13 sauvetages.
Après avoir fait son entrée dans les majeures avec Montréal, Paniagua est le 50e joueur réclamé au repêchage d'expansion de novembre 1997, mais ne joue finalement jamais pour la nouvelle équipe des Devil Rays de Tampa Bay, ceux-ci l'abandonnant au ballottage avant le début de sa première saison, ce qui permet ainsi à Seattle de faire son acquisition. Il fait partie de l'équipe des Mariners qui égale le record des majeures avec 116 victoires durant la saison 2001. 
Le 16 décembre 2001, Paniagua est l'un des 3 joueurs que Seattle échange aux Rockies du Colorado pour Jeff Cirillo, mais les Rockies le transfèrent aux Tigers de Détroit avant le début de la saison 2002. Paniagua joue son dernier match dans les majeures le 9 septembre 2003 avec les White Sox de Chicago. Il accorde 4 points mérités et ne retire qu'un frappeur adverse puis, retiré de la partie, fait un doigt d'honneur à l'arbitre Mark Carlson, un geste qui entraîne son renvoi par les White Sox.